# Ebroino
Ebroino (fallecido c. 680) fue mayordomo de palacio merovingio de Neustria durante los reinados de Clotario III y Teoderico III. Desempeñó el cargo en dos períodos: desde 658 hasta su deposición en 673, y desde 676 hasta su muerte por asesinato en 681. Fue un destacado personaje en la lucha entre los reinos merovingios e intentó imponer la autoridad de su provincia sobre los reinos de Borgoña y Austrasia. Ejerció el poder efectivo de manera violenta y despótica, y trató de devolverle su autonomía al reino de Neustria.

## Biografía
Tras la muerte de Erquinoaldo, mayordomo de palacio de Neustria, en 658, los nobles designaron a Ebroino como nuevo mayordomo del palacio con el consentimiento de la reina regente Batilda. Tanto la regente como el mayordomo emprendieron un programa de reforzamiento de la autoridad monárquica y reorganización aclesiástica como instrumento al servicio del control local. Cuando el rey Clotario III alcanzó la mayoría de edad en 664, Ebroino confinó a la reina Batilda en el monasterio de Chelles y permaneció en el poder.
Cuando Clotario III murió en 673, Ebroino designó a su hermano Teoderico como rey. El hecho de que impidiera a los nobles el acceso al nuevo rey Teoderico III, condujo al temor de que Ebroino pudiera atacar a quienquiera sin ningún tipo de cortapisa, y por ello una facción de los nobles se rebeló e invitó a subir al trono a Childerico II de Austrasia, hermano de Clotario III y de Teoderico III. El obispo Leodegario de Autun intervino para salvar las vidas de Teoderico y Ebroino y los mandó a sendos monasterios: Teoderico a Saint-Denis y Ebroino a Luxeuil. El reinado de Childerico II fue conflictivo con los nobles neustrianos y borgoñones porque trajo consigo a los nobles austrasianos. Estos conflictos produjeron que el mismo Leodegario fuera confinado en el monasterio de Luxeuil en la Pascua de 675 junto con Ebroino. La nobleza neustriana se rebeló contra el rey y lo mataron junto con su esposa seis meses después. 
Este fue un momento de anarquía. En Neustria, tanto Leodegario como Ebroino abandonaron el monasterio. Leodegario y los nobles neustrianos proclamaron a Teuderico III con la pretensión de incluir a Austrasia y designaron a Leudesius como mayordomo de palacio. Ebroino se retiró a la Austrasia occidental para recuperarse y lanzarse a la conquista de Neustria-Borgoña. Tras derrotar a Leudesio en Pont-Saint-Maxence, se apropió del tesoro real en Baisieux, hizo prisionero al rey Teoderico III en Crécy-en-Ponthieu en diciembre de 675, y mató al mayordomo; de este modo pudo controlar a Neustria. Ebroino divulgó la muerte de Teoderico III e impuso un nuevo rey, Clodoveo III, al que estableció en Metz, Austrasia, desde donde gobernó este reino. Ebroino prosiguió su campaña para vencer la oposición en Borgoña, la resistencia de Autun y Lyon e impulsó un cambio de política por Ebroino, quien despidió a su rey marioneta Clodoveo III y recuperó a Teoderico III para el trono de los reinos de Neustria-Borgoña y de Austrasia, lo que facilitó su reconocimiento como mayordomo en Borgoña. Sin embargo, la oposición nobiliaria existente en Austrasia, dirigida por Pipino de Heristal y su hermano Martín de Laon, aseguraron el regreso del exilio de Dagoberto II, quien restableció a Wulfoaldo como su mayordomo de palacio. La paz entre ambos reinos no llegó hasta 677 tras la indecisa batalla de Langres.
Ebroino impuso su autoridad en Neustria a costa de eliminar rivales y enemigos, como el mismo Leodegario de Autun hacia 678. Su animadversión se extendió a Austrasia, donde sus perseguidos buscaban refugio. Parece haber estado implicado en el asesinato del rey de Austrasia Dagoberto II en 679, época en la que también desaparece el mayordomo de palacio. 
La desaparición de Dagoberto II el 23 de diciembre de 679 supuso la reanudación de las hostilidades entre Austrasia y Neustria, puesto que Ebroino hizo extender su autoridad en nombre de Teuderico III sobre Austrasia, pero tuvo que verse con la oposición austrasiana dirigida por los duques Pipino de Heristal y Martín de Laon. Aunque Ebroino pudo derrotar en 680 en Bois-du-Faye a Pipino de Heristal y mató a su hermano Martín, no pudo aprovechar su victoria porque el propio Ebroino fue asesinado por un funcionario real llamado Ermanfredo, que temía ser la siguiente víctima de los temores de Ebroino. El sucesor de Ebroino fue Waratton, quien hizo la paz en Colonia en 683 con Pipino de Heristal, el cual reconoció a Teoderico III como rey en Austrasia y él mismo como su mayordomo en Austrasia.